# Джон Вільям Ліб
Джон Вільям Ліб (англ. John William Lieb, 12 лютого 1860, Ньюарк, штат Нью-Джерсі — 1 листопада 1929, Нью-Рошелл, штат Нью-Йорк) — американський інженер — електрик компанії Edison Electric Light.
Джон Ліб займав пост президента Американського інституту інженерів-електриків з 1904 по 1905 рік. В 1923 році він отримав медаль IEEE Edison «За розробку та експлуатацію електричних центральних станцій для освітлення та живлення».

## Раннє життя
Джон Ліб народився 12 лютого 1860 року в Ньюарку, штат Нью-Джерсі. Його батько був шкіряним працівником. Джон спочатку навчався в місцевій державній школі, потім пішов до приватної школи, академії Ньюарка, для середньої школи. Влітку 1875 року Ліб вступив до підготовчої школи Технологічного інституту Стівенса де з наступної осені став навчатися на інженера-механіка.

## Стівенс
В час навчання у технологічному інституті Стівенса в електротехнічній промисловості відбувалися нові хвилі. Ліб вивчав машинобудування, але зацікавився електрикою. У 1877 році Ліб разом зі своїм однокласником допомогли встановити систему дугового освітлення Brush на пристані Коні-Айленд . Безпосередньо перед випускним, у 1880 році, Ліб відвідав лабораторію Томаса Едісона в Менло-парку, де побачив нещодавно винайдену лампочку розжарювання. Ця подія та досвід роботи з системою дугового освітлення Brush спонукали його приєднатися до компанії Brush Electric у Клівленді.

## Кар'єра
Ліб найняли креслярем у Brush Electric Company, але незабаром він пройшов навчання для керівника та диригента на центральній станції. Під час різдвяних свят 1880 року Ліб відвідував родину вдома і зустрівся з Едісоном. З січня 1881 року Ліб почав працювати на Едісона . Ліб був призначений в офіс Едісона в Нью-Йорку, де працював ще і креслярем в інженерному відділі. Незабаром його призначили на Едісонський машинобудівний завод, де він працював над проектуванням генераторів для генераторної системи Перл-Стріт. В 1882 році, коли станція відкрилася, Ліб був призначений начальником.

## Мілан
Італієць Джузеппе Коломбо під час випробування динамо-станцій в Мілані, був дуже вражений Лібом. Коломбо просив Ліба контролювати встановлення заводу в Мілані для італійської компанії Edison. Коли у березні 1883 року завод запрацював, Ліб був призначений головним електриком заводу а незабаром і головним електриком усієї італійської компанії Edison, яка згодом була перейменована в Societa Generale Italiana di Elettricita Sistema Edison. Ліб контролював установку центральних ектростанцій у другій половині 1880-х років. Міланська станція була однією з перших станцій, яка встановила систему розподілу змінного струму в 1886 році. Перебуваючи в Італії, Ліб проводив експерименти з паралельно підключеними генераторами з прямим приводом. Він також встановив дугове освітлення Томсона-Х'юстона на вулицях міста на початку 1893 року. Ліб допоміг встановити першу електричну лінію тролейбусів у Мілані.

## Пізня кар'єра
До США Ліб повернувся у 1894 році де став помічником Р. Р. Боукера, віце-президента Edison Electric Illuminating Company у Нью-Йорку, який згодом став нью-йоркським Едісоном. Спочатку Ліб став генеральним менеджером, а згодом віце-президентом компанії Edison Electric Illuminating Company. Відповідав за технічні операції компанії, встановлення та експлуатацію центральних станцій та електророзподільних систем, а також опікувався всіма дослідженнями та розробками. Під кінець свого життя він був старшим віце-президентом Нью-Йорка Едісон і президентом Електричних випробувальних лабораторій.

## Особисте життя та досягнення
Ліб одружився в 1886 році на Мінні Ф. Енглер. Вони народили і виховали з нею троє дітей. Ліб був президентом AIEE з 1904 по 1905 рік. У 1923 році отримав медаль Едісона від AIEE «За розробку та експлуатацію електричних центральних станцій для освітлення та енергетики». Під час перебування в Італії він став членом міланської Раккольти Вінчіани. Цікавився творчістю Леонардо да Вінчі, збираючи велику бібліотеку його творів. Він був призначений кавалером Королівського ордену Італійської корони, а згодом підвищений до великого офіцера. Його також зробили офіцером французького Почесного легіону. Леб вільно володів 4 мовами. Він також був президентом Національної асоціації електричного світла The Edison Pioneers та Нью-Йоркського електричного товариства. У 1921 році він отримав почесний ступінь доктора технічного інституту Стівенса.